# Краснинський повіт
Краснинський пові́т — історична адміністративно-територіальна одиниця у складі Смоленської губернії Російської імперії. Повітовий центр — місто Красний.

## Історія
Повіт утворено 1775 року під час адміністративної реформи імператриці Катерини II у складі Смоленського намісництва.
1796 року повіт розформовано.
1802 — поновлено у складі відновленої Смоленської губернії.
Остаточно ліквідований 1929 року за новим адміністративно-територіальним розмежуванням.

## Населення
За даними перепису 1897 року в повіті мешкало 102 257 осіб (49 418 чоловіків та 52 839 — жінок). У повітовому місті Красному мешкало 2753 особи.
Розподіл за національним складом: білоруси — 90,0%; росіяни — 8,7%.

## Адміністративний поділ
На 1913 рік повіт поділявся на 14 волостей:
- Букинська;
- Добрянська;
- Досуговська;
- Зверовицька;
- Івановська;
- Каблуковська;
- Княжинська;
- Мерлинська;
- Миговицька;
- Новомихайловська;
- Палкинська;
- Погостовська;
- Селецька;
- Юровська.